# Temporada da Liga ACB de 2021-22
A Temporada da Liga ACB de 2021–22 foi a 39.ª edição da principal competição de basquetebol masculino na Espanha a ser disputada entre 18 de setembro de 2021 a 26 de junho de 2022. A equipe do FC Barcelona defende seu título.

## Equipes participantes
Para a temporada 2021-22 há o retorno do Río Breogán que havia sido rebaixado na temporada 2018-19 , este sendo o único promovido da Liga Ouro em contraste aos dois rebaixados, Movistar Estudiantes e Acunsa GBC. esse fato é que na temporada 2019-20 não houve rebaixamentos e o Acunsa GBC havia ganho por vias judiciais sua vaga, desta forma a liga tinha 19 equipes.
| Clube                   | Arena                  | Localização     |
| ----------------------- | ---------------------- | --------------- |
| Baxi Manresa            | Pavelló Nou Congost    | Manresa         |
| Barça                   | Palau Blaugrana        | Barcelona       |
| Casademont Zaragoza     | Príncipe Felipe        | Saragoça        |
| Joventut Badalona       | Palau Olímpic          | Badalona        |
| Coosur Real Betis       | Palacio San Pablo      | Sevilha         |
| Herbalife Gran Canaria  | Arena Gran Canaria     | Las Palmas      |
| Hereda San Pablo Burgos | Coliseum Burgos        | Burgos          |
| Lenovo Tenerife         | Pavilhão Insular       | La Laguna       |
| Monbús Obradoiro        | Fontes do Sar          | Santiago        |
| MoraBanc Andorra        | Poliesportiu d'Andorra | Andorra-a-Velha |
| Río Breogán             | Palácio dos Desportos  | Lugo            |
| Real Madrid             | WiZink Arena           | Madrid          |
| Surne Bilbao Basket     | Bilbao Arena           | Bilbau          |
| Bitci Baskonia          | Fernando Buesa         | Vitoria-Gasteiz |
| UCAM Murcia             | Palacio de Deportes    | Múrcia          |
| Unicaja Malaga          | Martín Carpena         | Málaga          |
| URBAS Fuenlabrada       | Fernando Martin        | Fuenlabrada     |
| Valencia Basket         | Fonte de São Luis      | Valência        |

|  |                                               |
|  | Promovidos da Liga Ouro na temporada anterior |

## Temporada Regular
| Casa\Visitante          | BAR   | BAX    | CAS    | JOV    | COO    | GRC    | BUR    | LEN    | MOB    | MBA    | RMB    | BIL    | RIO    | BAS   | UCM    | UNI   | URF   | VAL   |
| ----------------------- | ----- | ------ | ------ | ------ | ------ | ------ | ------ | ------ | ------ | ------ | ------ | ------ | ------ | ----- | ------ | ----- | ----- | ----- |
| Barça                   |       | 95-96  | 76-63  | 99-84  | 83-63  | 98-80  | 84-69  | 69-65  | 83-67  | 107-88 | 108-97 | 84-62  | 78-69  | 78-91 | 85-78  | 63-73 | 79-69 | 79-87 |
| Baxi Manresa            | 80-94 |        | 94-73  | 95-91  | 96-102 | 91-72  | 93-68  | 95-93  | 104-84 | 94-60  | 87-92  | 87-79  | 86-75  | 74-67 | 103-93 | 85-74 | 99-89 | 69-89 |
| Casademont Zaragoza     | 76-71 | 98-91  |        | 63-77  | 82-72  | 76-86  | 54-75  | 62-77  | 80-73  | 80-83  | 65-86  | 80-82  | 79-75  | 97-79 | 91-78  | 93-82 | 74-85 | 70-76 |
| Joventut Badalona       | 83-72 | 105-61 | 84-78  |        | 84-82  | 82-75  | 82-65  | 58-74  | 78-84  | 73-79  | 71-90  | 85-79  | 96-87  | 72-61 | 83-77  | 76-70 | 92-75 | 76-68 |
| Coosur Real Betis       | 61-78 | 64-106 | 79-69  | 66-77  |        | 94-70  | 71-74  | 72-81  | 76-87  | 102-98 | 69-71  | 71-88  | 84-81  | 83-87 | 84-93  | 73-79 | 99-83 | 75-68 |
| Gran Canaria            | 64-82 | 80-82  | 79-76  | 84-71  | 94-70  |        | 82-89  | 89-77  | 71-69  | 84-78  | 83-91  | 88-86  | 84-86  | 83-77 | 83-100 | 76-59 | 79-60 | 89-83 |
| Hereda San Pablo Burgos | 69-83 | 82-90  | 78-56  | 92-76  | 76-84  | 77-86  |        | 73-81  | 77-82  | 81-70  | 70-85  | 104-97 | 62-87  | 62-78 | 84-102 | 89-74 | 66-83 | 65-69 |
| Lenovo Tenerife         | 60-75 | 94-83  | 90-65  | 72-79  | 99-97  | 98-89  | 91-78  |        | 86-83  | 79-70  | 72-59  | 89-79  | 96-78  | 78-91 | 87-71  | 87-82 | 87-74 | 78-80 |
| Monbús Obradoiro        | 64-79 | 98-91  | 87-82  | 93-91  | 86-93  | 106-97 | 101-94 | 81-84  |        | 81-73  | 83-88  | 91-96  | 100-83 | 81-76 | 70-104 | 71-85 | 93-81 | 75-76 |
| MoraBanc Andorra        | 74-86 | 79-82  | 83-92  | 91-72  | 76-93  | 87-71  | 73-71  | 75-77  | 86-73  |        | 58-86  | 82-72  | 79-86  | 78-79 | 90-89  | 83-74 | 92-84 | 75-76 |
| Real Madrid             | 75-85 | 75-86  | 94-69  | 99-89  | 71-48  | 70-75  | 70-63  | 86-77  | 78-68  | 83-88  |        | 95-61  | 90-65  | 72-80 | 90-69  | 79-74 | 92-77 | 93-94 |
| Surne Bilbao Basket     | 68-84 | 89-82  | 76-100 | 71-77  | 98-99  | 95-80  | 87-81  | 87-79  | 80-76  | 74-71  | 79-67  |        | 83-75  | 62-90 | 78-77  | 83-77 | 85-80 | 84-78 |
| Río Breogán             | 72-74 | 98-94  | 82-85  | 87-90  | 97-65  | 76-66  | 105-96 | 92-73  | 80-78  | 83-74  | 71-79  | 86-94  |        | 89-83 | 94-89  | 93-84 | 97-89 | 99-82 |
| Bitci Baskonia          | 77-96 | 107-85 | 91-59  | 81-89  | 93-72  | 70-86  | 80-69  | 65-71  | 91-70  | 83-77  | 65-83  | 101-86 | 89-84  |       | 93-83  | 92-89 | 95-86 | 71-78 |
| UCAM Murcia             | 87-89 | 71-67  | 72-77  | 71-83  | 88-66  | 86-75  | 83-89  | 88-86  | 98-80  | 96-67  | 71-80  | 92-87  | 91-72  | 80-79 |        | 79-84 | 99-76 | 71-72 |
| Unicaja Malaga          | 73-75 | 95-100 | 112-72 | 72-76  | 96-80  | 79-80  | 89-78  | 64-97  | 91-79  | 78-74  | 91-92  | 91-75  | 72-64  | 72-73 | 87-88  |       | 90-86 | 82-87 |
| URBAS Fuenlabrada       | 69-86 | 90-82  | 77-55  | 82-104 | 77-82  | 87-92  | 91-96  | 104-96 | 93-92  | 91-78  | 85-88  | 87-82  | 88-65  | 84-70 | 105-95 | 53-73 |       | 88-87 |
| Valencia Basket         | 86-76 | 90-85  | 81-79  | 71-70  | 81-84  | 91-62  | 84-70  | 92-88  | 81-76  | 81-76  | 79-93  | 100-84 | 97-98  | 67-72 | 86-91  | 90-75 | 97-79 |       |

### Classificação Fase Regular
| Pos. | Clube                   | J  | V  | D  | %    | P+   | P-   | SP   | Classificação              |
| ---- | ----------------------- | -- | -- | -- | ---- | ---- | ---- | ---- | -------------------------- |
| 1    | Barça                   | 34 | 27 | 7  | 79,4 | 2833 | 2539 | 294  | Playoffs                   |
| 2    | Real Madrid             | 34 | 25 | 9  | 73,5 | 2840 | 2580 | 260  | Playoffs                   |
| 3    | Valencia Basket         | 34 | 23 | 11 | 67,6 | 2827 | 2702 | 125  | Playoffs                   |
| 4    | Joventut Badalona       | 34 | 22 | 12 | 64,7 | 2776 | 2666 | 110  | Playoffs                   |
| 5    | Lenovo Tenerife         | 34 | 21 | 13 | 61,8 | 2819 | 2685 | 134  | Playoffs                   |
| 6    | Bitci Baskonia          | 34 | 20 | 14 | 58,8 | 2777 | 2675 | 102  | Playoffs                   |
| 7    | Baxi Manresa            | 34 | 20 | 14 | 58,8 | 2995 | 2905 | 90   | Playoffs                   |
| 8    | Gran Canaria            | 34 | 17 | 17 | 50   | 2750 | 2798 | -48  | Playoffs                   |
| 9    | Surne Bilbao Basket     | 34 | 16 | 18 | 47,1 | 2768 | 2886 | -118 |                            |
| 10   | UCAM Murcia             | 34 | 16 | 18 | 47,1 | 2900 | 2822 | 78   |                            |
| 11   | Río Breogán             | 34 | 16 | 18 | 47,1 | 2831 | 2849 | -18  |                            |
| 12   | Unicaja Malaga          | 34 | 13 | 21 | 38,2 | 2742 | 2741 | 1    |                            |
| 13   | Coosur Real Betis       | 34 | 13 | 21 | 38,2 | 2674 | 2883 | -209 |                            |
| 14   | URBAS Fuenlabrada       | 34 | 12 | 22 | 35,3 | 2807 | 2938 | -131 |                            |
| 15   | Monbús Obradoiro        | 34 | 12 | 22 | 35,3 | 2792 | 2930 | -138 |                            |
| 16   | Casademont Zaragoza     | 34 | 12 | 22 | 35,3 | 2570 | 2783 | -213 |                            |
| 17   | MoraBanc Andorra        | 34 | 11 | 23 | 32,4 | 2665 | 2813 | -148 | Rebaixados para a LEB Ouro |
| 18   | Hereda San Pablo Burgos | 34 | 10 | 24 | 29,4 | 2632 | 2803 | -171 | Rebaixados para a LEB Ouro |

## Playoffs

### Quartas de final
| Time 1            | Série | Time 2          | 1º Jogo  | 2º Jogo  | 3º Jogo |
| ----------------- | ----- | --------------- | -------- | -------- | ------- |
| Barça             | 2 - 0 | Gran Canaria    | 93 - 82  | 88 - 86  | -       |
| Joventut Badalona | 2 - 1 | Lenovo Tenerife | 100 - 68 | 76 - 103 | 81 - 58 |
| Real Madrid       | 2 - 0 | Baxi Manresa    | 93 - 76  | 89 - 82  | -       |
| Valencia Basket   | 1 - 2 | Bitci Baskonia  | 79 - 80  | 89 - 82  | 59 - 76 |

### Semifinal
| Time 1      | Série | Time 2            | 1º Jogo | 2º Jogo | 3º Jogo | 4º Jogo | 5º Jogo |
| ----------- | ----- | ----------------- | ------- | ------- | ------- | ------- | ------- |
| Barça       | 3 - 1 | Joventut Badalona | 89 - 72 | 81 - 87 | 83 - 77 | 63 - 60 | -       |
| Real Madrid | 3 - 0 | Bitci Baskonia    | 94 - 84 | 83 - 71 | 85 - 77 | -       | -       |

### Final
| Time 1 | Série | Time 2      | 1º Jogo | 2º Jogo | 3º Jogo | 4º Jogo | 5º Jogo |
| ------ | ----- | ----------- | ------- | ------- | ------- | ------- | ------- |
| Barça  | 1 - 3 | Real Madrid | 75 - 88 | 71 - 69 | 66 - 81 | 74 - 81 | -       |

### Premiação
| Liga Endesa 2021-22              |
| Comunidade de Madrid             |
| -------------------------------- |
| Real Madrid Campeão (36° título) |

## Jogador da Semana
| Rod. | Jogador              | Clube               | Val. | Ref.   |
| ---- | -------------------- | ------------------- | ---- | ------ |
| 1    | Džanan Musa          | Río Breogán         | 35   | [ 7 ]  |
| 2    | Nikola Mirotić       | Barça               | 36   | [ 8 ]  |
| 2    | Bruno Fitipaldo      | Lenovo Tenerife     | 36   | [ 8 ]  |
| 3    | Nikola Mirotić (2)   | Barça               | 32   | [ 9 ]  |
| 4    | Laurynas Birutis     | Monbús Obradoiro    | 30   | [ 10 ] |
| 5    | Rokas Giedraitis     | Bitci Baskonia      | 26   | [ 11 ] |
| 6    | Amine Noua           | Monbús Obradoiro    | 31   | [ 12 ] |
| 7    | Clevin Hannah        | Monbús Obradoiro    | 35   | [ 13 ] |
| 8    | Klemen Prepelič      | Valencia Basket     | 29   | [ 14 ] |
| 9    | Tadas Sedekerskis    | Bitci Baskonia      | 35   | [ 15 ] |
| 10   | Clevin Hannah        | MoraBanc Andorra    | 30   | [ 16 ] |
| 10   | Ante Tomić           | Joventut Badalona   | 30   | [ 16 ] |
| 11   | Giorgi Shermadini    | Lenovo Tenerife     | 41   | [ 17 ] |
| 12   | Laurynas Birutis     | Monbús Obradoiro    | 28   | [ 18 ] |
| 13   | Vitto Brown          | Coosur Real Betis   | 36   | [ 19 ] |
| 14   | Džanan Musa (2)      | Río Breogán         | 44   | [ 20 ] |
| 15   | Džanan Musa (3)      | Río Breogán         | 39   | [ 21 ] |
| 15   | Chima Moneke         | Baxi Manresa        | 39   | [ 21 ] |
| 16   | Laurynas Birutis     | Monbús Obradoiro    | 37   | [ 22 ] |
| 17   | Džanan Musa (4)      | Río Breogán         | 36   | [ 23 ] |
| 18   | Giorgi Shermadini    | Lenovo Tenerife     | 32   | [ 24 ] |
| 18   | Shannon Evans        | Coosur Real Betis   | 32   | [ 24 ] |
| 19   | Giorgi Shermadini    | Lenovo Tenerife     | 33   | [ 25 ] |
| 20   | Codi Miller-McIntyre | MoraBanc Andorra    | 34   | [ 26 ] |
| 21   | Shannon Evans        | Coosur Real Betis   | 31   | [ 27 ] |
| 22   | Džanan Musa (5)      | Río Breogán         | 47   | [ 28 ] |
| 23   | Marcelo Huertas      | Lenovo Tenerife     | 38   | [ 29 ] |
| 24   | Giorgi Shermadini    | Lenovo Tenerife     | 36   | [ 30 ] |
| 25   | Kyle Alexander       | URBAS Fuenlabrada   | 37   | [ 31 ] |
| 26   | Matt Costello        | Bitci Baskonia      | 32   | [ 32 ] |
| 27   | Shannon Evans (2)    | Coosur Real Betis   | 30   | [ 33 ] |
| 28   | Ante Tomić           | Joventut Badalona   | 33   | [ 34 ] |
| 29   | Joe Tomasson         | Baxi Manresa        | 35   | [ 35 ] |
| 30   | Wade Baldwin IV      | Bitci Baskonia      | 41   | [ 36 ] |
| 31   | Chima Moneke         | Baxi Manresa        | 43   | [ 37 ] |
| 32   | Ángel Delgado        | Surne Bilbao Basket | 44   | [ 38 ] |
| 33   | Shannon Evans        | Coosur Real Betis   | 39   | [ 39 ] |
| 34   | Shannon Evans        | Coosur Real Betis   | 37   | [ 40 ] |

### MVP por mês
| Mês       | Jogador           | Clube             | Ref  |
| 2021      | 2021              | 2021              | 2021 |
| --------- | ----------------- | ----------------- | ---- |
| Setembro  | Nikola Mirotić    | Barça             | 27,7 |
| Outubro   | Walter Tavares    | Real Madrid       | 20,2 |
| Novembro  | Jayson Granger    | Bitci Baskonia    | 25,0 |
| Dezembro  | Džanan Musa       | Río Breogán       | 34,0 |
| 2022      |                   |                   |      |
| Janeiro   | James Webb III    | UCAM Murcia       | 24,5 |
| Fevereiro | Džanan Musa       | Río Breogán       | 30,5 |
| Março     | Giorgi Shermadini | Lenovo Tenerife   | 24,4 |
| Abril     | Giorgi Shermadini | Lenovo Tenerife   | 27,4 |
| Maio      | Shannon Evans     | Coosur Real Betis | 37   |

## Rebaixamento
Por critério de mérito desportivos foram rebaixados para a LEB Ouro na próxima temporada as seguintes equipes:
- MoraBanc Andorra[50]
- Hereda San Pablo Burgos

## Copa do Rei - Granada 2022
|  | Quartas de final      | Quartas de final     | Quartas de final |       |                | Semifinais      | Semifinais | Semifinais |  |  | Final                | Final       | Final |
|  |                       |                      |                  |       |                |                 |            |            |  |  |                      |             |       |
|  |                       |                      |                  |       |                |                 |            |            |  |  |                      |             |       |
|  | Catalunha             | Joventut             | 62               |       |                |                 |            |            |  |  |                      |             |       |
|  | Ilhas Canárias        | Lenovo Tenerife      | 64               |       |                |                 |            |            |  |  |                      |             |       |
|  | Ilhas Canárias        | Lenovo Tenerife      | 64               |       | Ilhas Canárias | Lenovo Tenerife | 74         |            |  |  |                      |             |       |
|  |                       |                      |                  |       | Ilhas Canárias | Lenovo Tenerife | 74         |            |  |  |                      |             |       |
|  |                       | Comunidade de Madrid | Real Madrid      | 94    |                |                 |            |            |  |  |                      |             |       |
|  | Comunidade de Madrid  | Comunidade de Madrid | Real Madrid      | 94    | Real Madrid    | 73              |            |            |  |  |                      |             |       |
|  | Comunidade de Madrid  |                      |                  |       | Real Madrid    | 73              |            |            |  |  |                      |             |       |
|  | Galiza                | Río Breogán          | 67               |       |                |                 |            |            |  |  |                      |             |       |
|  |                       |                      |                  |       |                |                 |            |            |  |  | Comunidade de Madrid | Real Madrid | 59    |
|  |                       |                      | Catalunha        | Barça | 64             |                 |            |            |  |  |                      |             |       |
|  | Comunidade Valenciana | Valencia Basket      | 83               |       |                |                 |            |            |  |  |                      |             |       |
|  | Região de Múrcia      | UCAM Murcia          | 86               |       |                |                 |            |            |  |  |                      |             |       |
|  | Região de Múrcia      | UCAM Murcia          | 86               |       | Catalunha      | Barça           | 103        |            |  |  |                      |             |       |
|  |                       |                      |                  |       | Catalunha      | Barça           | 103        |            |  |  |                      |             |       |
|  |                       | Região de Múrcia     | UCAM Murcia      | 90    |                |                 |            |            |  |  |                      |             |       |
|  | Catalunha             | Região de Múrcia     | UCAM Murcia      | 90    | Barça          | 107             |            |            |  |  |                      |             |       |
|  | Catalunha             |                      |                  |       | Barça          | 107             |            |            |  |  |                      |             |       |
|  | Catalunha             | BAXI Manresa         | 70               |       |                |                 |            |            |  |  |                      |             |       |

### Premiação
| Copa del Rey 2022 (Granada) |
| Catalunha                   |
| --------------------------- |
| CampeãoBarça (27° título)   |

MVP  Nikola Mirotić

## Clubes espanhóis em competições europeias
| Clube                   | Competição            | Resultado                                                                  |
| ----------------------- | --------------------- | -------------------------------------------------------------------------- |
| Real Madrid             | EuroLiga              | Finalista                                                                  |
| Barça                   | EuroLiga              | Terceiro colocado                                                          |
| TD Systems Baskonia     | EuroLiga              | Eliminado - 9º colocado na temporada regular com 12 vitórias e 16 derrotas |
| Joventut Badalona       | EuroCopa              | Eliminado - Oitavas de finais para ratiopharm Ulm por 77 - 79              |
| Valencia Basket         | EuroCopa              | Eliminado - Semifinais para Virtus Bologna por 73 - 83                     |
| MoraBanc Andorra        | EuroCopa              | Eliminado - Semifinais para Frutti Extra Bursaspor por 68 - 85             |
| Herbalife Gran Canaria  | EuroCopa              | Eliminado - Quartas de finais para / MoraBanc Andorra 77 - 79              |
| Lenovo Tenerife         | Liga dos Campeões     | Campeão                                                                    |
| Hereda San Pablo Burgos | Liga dos Campeões     | Eliminado - Fase Play-ins para Darüşşafaka (1 - 2; 83-78, 66-85 e 68-80)   |
| BAXI Manresa            | Liga dos Campeões     | Finalista                                                                  |
| Unicaja Malaga          | Liga dos Campeões     | Eliminado - Fase final para BAXI Manresa (0 - 2; 63-86, 89-91)             |
| Hereda San Pablo Burgos | Copa Intercontinental | Finalista                                                                  |